# Diocèse d'Alexandria-Cornwall
Pour les articles homonymes, voir Alexandria (homonymie) et Cornwall.

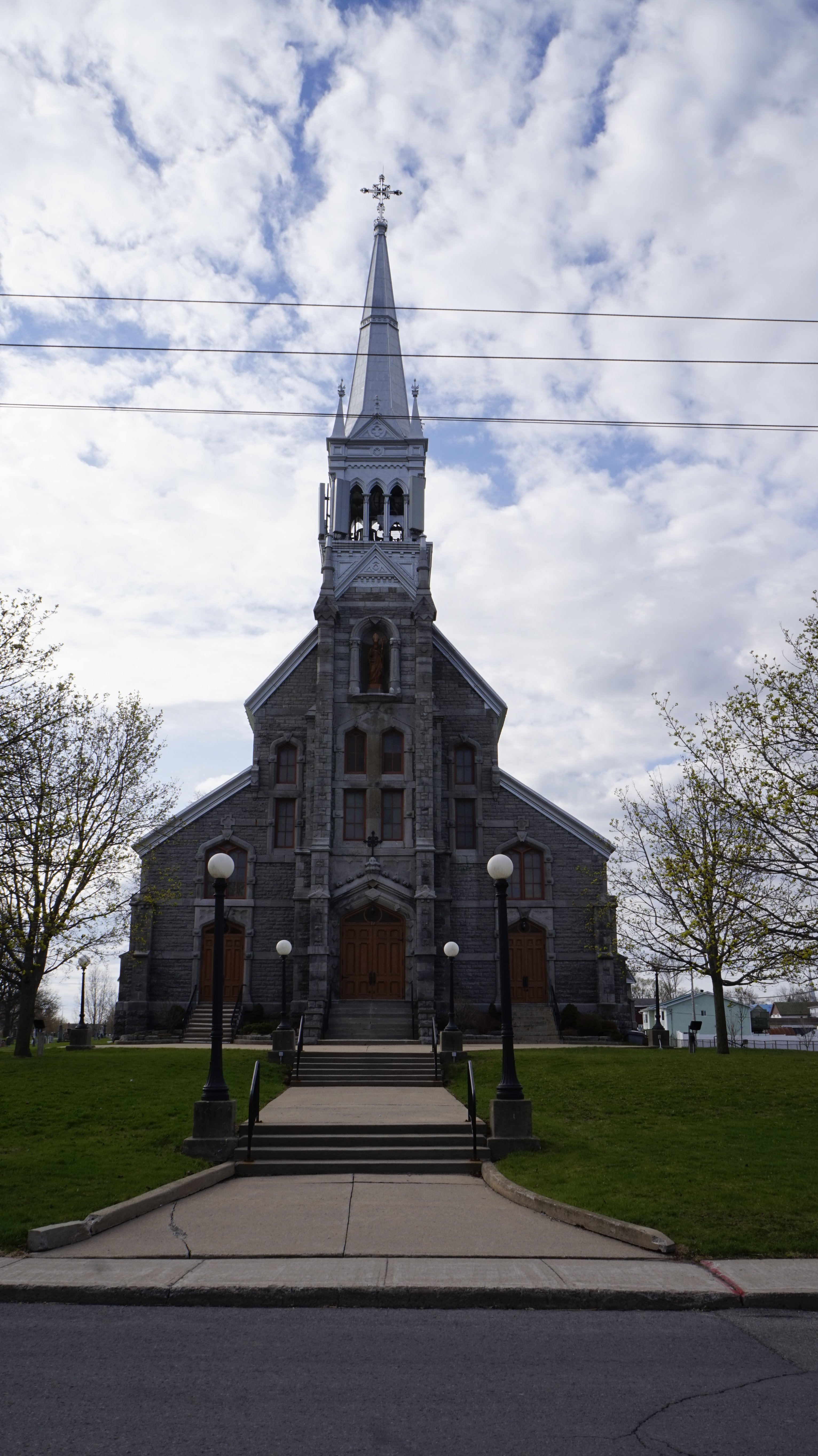
L’extérieur de la cathédrale de Saint-Finnan d'Alexandria.

Le diocèse d'Alexandria-Cornwall, dans la province de l'Ontario, au Canada, était un diocèse catholique du Canada.
Il avait été érigé canoniquement par le pape Léon XIII le 16 juin 1890 dans son décret In hac sublimiæ. Il s'appelait auparavant le diocèse d'Alexandria en Ontario mais son nom avait été modifié le 17 septembre 1976.
Le diocèse était un suffragant de l'archidiocèse de Kingston. Le siège du diocèse était la cathédrale de Saint-Finnan d'Alexandria. Le diocèse comptait également une cocathédrale : la cathédrale de la Nativité-de-la-Bienheureuse-Vierge-Marie de Cornwall.
Sa superficie était de 1 290 km2 et sa population catholique de 56 000 diocésains, 64 % de la population totale. Il occupait la région géographique du comté de Stormont et du comté de Glengarry dans l'est ontarien. La communauté franco-ontarienne, de souche catholique, était présente dans ce diocèse. Beaucoup de paroisses étaient bilingues. Il y avait une trentaine de prêtres et 28 paroisses dans ce diocèse. Le diocèse avait deux doyennes, une avec les prêtres français et l'autre les prêtres anglais.
Le vicaire général et le procureur diocésain étaient membres de la curie diocésaine. Un centre diocésain avait été établi à Cornwall pour les besoins de l'administration. Le diocèse offrait un service de pastorale familiale.
En 2005, le dimanche de la Passion a été célébré dans le centre Marguerite-Bougreoys. L'évêque a inauguré un Chemin de croix à Green Valley lors de la fête de l'Assomption de 2004. Cette même année, la paroisse Saint-Columban a célébré son 175e anniversaire.
Le 27 avril 2018, le pape François a uni le diocèse à l'archidiocèse d'Ottawa « in persona episcopi », c'est-à-dire que chacune des deux entités conserve son existence propre mais qu'elles sont unies par la juridiction d'un évêque commun.
En mai 2020, le pape fusionne le diocèse avec l'archidiocèse d'Ottawa

## Évêques
- Alexander Macdonell (1890 - 1905)
- William Andrew Macdonell (1906 - 1920)
- Félix Couturier (1921 - 1941)
- Rosario L. Brodeur (1941 - 1966)
- Adolphe E. Proulx (1967 - 1974, transféré à Hull)
- Eugène Philippe LaRocque (1974 - 2002)
- Paul-André Durocher (2002- 2012, transféré à Gatineau)
- Marcel Damphousse (2012 - 2015, transféré à Sault-Sainte-Marie)
- Terrence Thomas Prendergast, SJ, archevêque d'Ottawa (de 2018 à 2020)

## Ordres religieux
- Frères du Sacré-Cœur
- Sœurs du Sacré-Cœur
- Sœurs de Sainte-Croix
- Sœurs de l'Assomption de la Sainte Vierge
- Sœurs Salésiennes de St Jean Bosco